# Gran Premio motociclistico d'Italia 2015
Il Gran Premio motociclistico d'Italia 2015 è stato la sesta prova del motomondiale del 2015, disputato il 31 maggio sull'autodromo internazionale del Mugello, 67ª edizione del Gran Premio motociclistico d'Italia valida per il titolo iridato.
Nelle gare delle tre classi si sono imposti Jorge Lorenzo in MotoGP, Esteve Rabat in Moto2 e Miguel Oliveira in Moto3.

## MotoGP

### Arrivati al traguardo
Lorenzo vince il terzo gran premio consecutivo dopo Spagna e Francia; al secondo posto giunge Andrea Iannone dopo esser partito dalla pole position (sua prima volta in questa classe) e al terzo posto Valentino Rossi. Si ritirano Marc Márquez e Andrea Dovizioso. Nella classifica della stagione, a questo punto, Rossi è primo con 118 punti, secondo Lorenzo con 112 punti, terzo Dovizioso con 83 punti, quarto Iannone con 81 punti e quinto Marquez con 69 punti.
| Pos. | Nº | Pilota           | Squadra                     | Motocicletta       | Giri | Tempo     | Griglia | Punti |
| ---- | -- | ---------------- | --------------------------- | ------------------ | ---- | --------- | ------- | ----- |
| 1º   | 99 | Jorge Lorenzo    | Movistar Yamaha             | Yamaha YZR-M1      | 23   | 41'39.173 | 2º      | 25    |
| 2º   | 29 | Andrea Iannone   | Ducati Team                 | Ducati Desmosedici | 23   | +5.563    | 1º      | 20    |
| 3º   | 46 | Valentino Rossi  | Movistar Yamaha             | Yamaha YZR-M1      | 23   | +6.661    | 8º      | 16    |
| 4º   | 26 | Daniel Pedrosa   | Repsol Honda                | Honda RC213V       | 23   | +9.978    | 7º      | 13    |
| 5º   | 38 | Bradley Smith    | Monster Yamaha Tech 3       | Yamaha YZR-M1      | 23   | +15.284   | 11º     | 11    |
| 6º   | 44 | Pol Espargaró    | Monster Yamaha Tech 3       | Yamaha YZR-M1      | 23   | +15.665   | 10º     | 10    |
| 7º   | 25 | Maverick Viñales | Suzuki Ecstar               | Suzuki GSX-RR      | 23   | +23.805   | 9º      | 9     |
| 8º   | 51 | Michele Pirro    | Ducati Team                 | Ducati Desmosedici | 23   | +29.152   | 6º      | 8     |
| 9º   | 9  | Danilo Petrucci  | Octo Pramac Racing          | Ducati Desmosedici | 23   | +32.008   | 14º     | 7     |
| 10º  | 68 | Yonny Hernández  | Octo Pramac Racing          | Ducati Desmosedici | 23   | +34.571   | 12º     | 6     |
| 11º  | 45 | Scott Redding    | EG 0,0 Marc VDS             | Honda RC213V       | 23   | +38.553   | 17º     | 5     |
| 12º  | 76 | Loris Baz        | Athinà Forward Racing       | Yamaha Forward     | 23   | +42.158   | 18º     | 4     |
| 13º  | 8  | Héctor Barberá   | Avintia Racing              | Ducati Desmosedici | 23   | +44.801   | 15º     | 3     |
| 14º  | 19 | Álvaro Bautista  | Aprilia Racing Team Gresini | Aprilia RS-GP      | 23   | +50.435   | 21º     | 2     |
| 15º  | 50 | Eugene Laverty   | Aspar Team                  | Honda RC213V-RS    | 23   | +53.060   | 24º     | 1     |
| 16º  | 63 | Mike Di Meglio   | Avintia Racing              | Ducati Desmosedici | 23   | +1'15.265 | 22º     |       |
| 17º  | 17 | Karel Abraham    | AB Motoracing               | Honda RC213V-RS    | 23   | +1'15.381 | 20º     |       |
| 18º  | 33 | Marco Melandri   | Aprilia Racing Team Gresini | Aprilia RS-GP      | 23   | +1'41.840 | 26º     |       |

### Ritirati
| Nº | Pilota           | Squadra               | Motocicletta       | Giri | Griglia |
| -- | ---------------- | --------------------- | ------------------ | ---- | ------- |
| 35 | Cal Crutchlow    | CWM LCR Honda         | Honda RC213V       | 20   | 4º      |
| 93 | Marc Márquez     | Repsol Honda          | Honda RC213V       | 17   | 13º     |
| 4  | Andrea Dovizioso | Ducati Team           | Ducati Desmosedici | 13   | 3º      |
| 6  | Stefan Bradl     | Athinà Forward Racing | Yamaha Forward     | 3    | 16º     |
| 69 | Nicky Hayden     | Aspar Team            | Honda RC213V-RS    | 3    | 19º     |
| 41 | Aleix Espargaró  | Suzuki Ecstar         | Suzuki GSX-RR      | 2    | 5º      |
| 43 | Jack Miller      | CWM LCR Honda         | Honda RC213V-RS    | 2    | 23º     |
| 15 | Alex De Angelis  | E-Motion IodaRacing   | ART                | 2    | 25º     |

## Moto2
La gara della classe intermedia è appannaggio del vincitore del mondiale precedente, lo spagnolo Esteve Rabat che ottiene anche il giro più veloce e precede sul traguardo il francese Johann Zarco (capoclassifica provvisorio in campionato) e lo svizzero Dominique Aegerter.

### Arrivati al traguardo
| Pos. | Nº | Pilota              | Squadra                      | Motocicletta       | Giri | Tempo     | Griglia | Punti |
| ---- | -- | ------------------- | ---------------------------- | ------------------ | ---- | --------- | ------- | ----- |
| 1º   | 1  | Esteve Rabat        | EG 0,0 Marc VDS              | Kalex Moto2        | 21   | 39'40.545 | 3º      | 25    |
| 2º   | 5  | Johann Zarco        | Ajo Motorsport               | Kalex Moto2        | 21   | +0.308    | 6º      | 20    |
| 3º   | 77 | Dominique Aegerter  | Technomag Racing Interwetten | Kalex Moto2        | 21   | +5.280    | 2º      | 16    |
| 4º   | 22 | Sam Lowes           | Speed Up Racing              | Speed Up SF15      | 21   | +5.554    | 1º      | 13    |
| 5º   | 39 | Luis Salom          | Paginas Amarillas HP 40      | Kalex Moto2        | 21   | +7.493    | 5º      | 11    |
| 6º   | 19 | Xavier Siméon       | Federal Oil Gresini          | Kalex Moto2        | 21   | +7.896    | 8º      | 10    |
| 7º   | 60 | Julián Simón        | QMMF Racing                  | Speed Up SF15      | 21   | +10.495   | 12º     | 9     |
| 8º   | 11 | Sandro Cortese      | Dynavolt Intact GP           | Kalex Moto2        | 21   | +17.380   | 11º     | 8     |
| 9º   | 49 | Axel Pons           | AGR Team                     | Kalex Moto2        | 21   | +17.775   | 10º     | 7     |
| 10º  | 7  | Lorenzo Baldassarri | Athinà Forward Racing        | Kalex Moto2        | 21   | +18.836   | 16º     | 6     |
| 11º  | 40 | Álex Rins           | Paginas Amarillas HP 40      | Kalex Moto2        | 21   | +20.698   | 9º      | 5     |
| 12º  | 73 | Álex Márquez        | EG 0,0 Marc VDS              | Kalex Moto2        | 21   | +20.923   | 15º     | 4     |
| 13º  | 30 | Takaaki Nakagami    | Idemitsu Honda Team Asia     | Kalex Moto2        | 21   | +22.433   | 17º     | 3     |
| 14º  | 4  | Randy Krummenacher  | JIR Racing                   | Kalex Moto2        | 21   | +22.762   | 20º     | 2     |
| 15º  | 25 | Azlan Shah          | Idemitsu Honda Team Asia     | Kalex Moto2        | 21   | +27.715   | 24º     | 1     |
| 16º  | 23 | Marcel Schrötter    | Tech 3                       | Tech 3 Mistral 610 | 21   | +31.461   | 19º     |       |
| 17º  | 88 | Ricard Cardús       | Tech 3                       | Tech 3 Mistral 610 | 21   | +31.580   | 22º     |       |
| 18º  | 54 | Mattia Pasini       | Gresini Racing               | Kalex Moto2        | 21   | +32.778   | 18º     |       |
| 19º  | 95 | Anthony West        | QMMF Racing                  | Speed Up SF15      | 21   | +46.027   | 30º     |       |
| 20º  | 96 | Louis Rossi         | Tasca Racing                 | Tech 3 Mistral 610 | 21   | +46.557   | 26º     |       |
| 21º  | 10 | Thitipong Warokorn  | APH PTT The Pizza SAG        | Kalex Moto2        | 21   | +46.929   | 31º     |       |
| 22º  | 70 | Robin Mulhauser     | Technomag Racing Interwetten | Kalex Moto2        | 21   | +46.962   | 25º     |       |
| 23º  | 2  | Jesko Raffin        | sports-millions-EMWE-SAG     | Kalex Moto2        | 21   | +1'15.001 | 29º     |       |
| 24º  | 66 | Florian Alt         | E-Motion IodaRacing          | Suter MMX2         | 20   | +1 giro   | 27º     |       |

### Ritirati
| Nº | Pilota            | Squadra                        | Motocicletta | Giri | Griglia |
| -- | ----------------- | ------------------------------ | ------------ | ---- | ------- |
| 55 | Hafizh Syahrin    | Petronas Raceline Malaysia     | Kalex Moto2  | 19   | 14º     |
| 94 | Jonas Folger      | AGR Team                       | Kalex Moto2  | 6    | 13º     |
| 3  | Simone Corsi      | Athinà Forward Racing          | Kalex Moto2  | 6    | 7º      |
| 21 | Franco Morbidelli | Italtrans Racing               | Kalex Moto2  | 4    | 21º     |
| 36 | Mika Kallio       | Italtrans Racing               | Kalex Moto2  | 4    | 23º     |
| 12 | Thomas Lüthi      | Derendinger Racing Interwetten | Kalex Moto2  | 2    | 4º      |
| 51 | Zaqhwan Zaidi     | JPMoto Malaysia                | Suter MMX2   | 0    | 28º     |

## Moto3
La gara riservata alla cilindrata minore vede la prima vittoria nelle prove del mondiale da parte del pilota portoghese Miguel Oliveira (ed è anche la prima vittoria nel motomondiale di un pilota di quella nazionalità) che precede sul traguardo il britannico Danny Kent (al comando della classifica generale provvisoria) e l'italiano Romano Fenati.

### Arrivati al traguardo
| Pos. | Nº | Pilota              | Squadra                    | Motocicletta        | Giri | Tempo     | Griglia | Punti |
| ---- | -- | ------------------- | -------------------------- | ------------------- | ---- | --------- | ------- | ----- |
| 1º   | 44 | Miguel Oliveira     | Red Bull KTM Ajo           | KTM RC 250 GP       | 20   | 39'39.510 | 11º     | 25    |
| 2º   | 52 | Danny Kent          | Leopard Racing             | Honda NSF250R       | 20   | +0.071    | 1º      | 20    |
| 3º   | 5  | Romano Fenati       | SKY Racing Team VR46       | KTM RC 250 GP       | 20   | +0.127    | 3º      | 16    |
| 4º   | 21 | Francesco Bagnaia   | Mapfre Team Mahindra       | Mahindra MGP3O      | 20   | +0.130    | 8º      | 13    |
| 5º   | 33 | Enea Bastianini     | Gresini Racing             | Honda NSF250R       | 20   | +0.200    | 7º      | 11    |
| 6º   | 23 | Niccolò Antonelli   | Ongetta-Rivacold           | Honda NSF250R       | 20   | +0.381    | 5º      | 10    |
| 7º   | 9  | Jorge Navarro       | Estrella Galicia 0,0       | Honda NSF250R       | 20   | +1.498    | 18º     | 9     |
| 8º   | 32 | Isaac Viñales       | Husqvarna Factory Laglisse | Husqvarna FR 250 GP | 20   | +1.576    | 10º     | 8     |
| 9º   | 10 | Alexis Masbou       | Saxoprint RTG              | Honda NSF250R       | 20   | +1.985    | 23º     | 7     |
| 10º  | 41 | Brad Binder         | Red Bull KTM Ajo           | KTM RC 250 GP       | 20   | +2.139    | 12º     | 6     |
| 11º  | 76 | Hiroki Ono          | Leopard Racing             | Honda NSF250R       | 20   | +4.966    | 2º      | 5     |
| 12º  | 31 | Niklas Ajo          | RBA Racing                 | KTM RC 250 GP       | 20   | +5.142    | 22º     | 4     |
| 13º  | 55 | Andrea Locatelli    | Gresini Racing             | Honda NSF250R       | 20   | +5.160    | 9º      | 3     |
| 14º  | 11 | Livio Loi           | RW Racing GP               | Honda NSF250R       | 20   | +5.161    | 16º     | 2     |
| 15º  | 16 | Andrea Migno        | SKY Racing Team VR46       | KTM RC 250 GP       | 20   | +5.650    | 24º     | 1     |
| 16º  | 84 | Jakub Kornfeil      | Drive M7 SIC               | KTM RC 250 GP       | 20   | +7.250    | 6º      |       |
| 17º  | 88 | Jorge Martín        | Mapfre Team Mahindra       | Mahindra MGP3O      | 20   | +8.568    | 20º     |       |
| 18º  | 40 | Darryn Binder       | Outox Reset Drink          | Mahindra MGP3O      | 20   | +17.230   | 28º     |       |
| 19º  | 19 | Alessandro Tonucci  | Outox Reset Drink          | Mahindra MGP3O      | 20   | +17.291   | 32º     |       |
| 20º  | 17 | John McPhee         | Saxoprint RTG              | Honda NSF250R       | 20   | +17.305   | 19º     |       |
| 21ª  | 6  | María Herrera       | Husqvarna Factory Laglisse | Husqvarna FR 250 GP | 20   | +17.337   | 27ª     |       |
| 22º  | 65 | Philipp Öttl        | Schedl GP Racing           | KTM RC 250 GP       | 20   | +26.448   | 21º     |       |
| 23º  | 2  | Remy Gardner        | CIP                        | Mahindra MGP3O      | 20   | +28.103   | 26º     |       |
| 24º  | 12 | Matteo Ferrari      | San Carlo Team Italia      | Mahindra MGP3O      | 20   | +28.136   | 30º     |       |
| 25ª  | 22 | Ana Carrasco        | RBA Racing                 | KTM RC 250 GP       | 20   | +28.176   | 31ª     |       |
| 26º  | 63 | Zulfahmi Khairuddin | Drive M7 SIC               | KTM RC 250 GP       | 20   | +28.222   | 25º     |       |
| 27º  | 73 | Anthony Groppi      | Pos Corse                  | FTR M3              | 20   | +28.819   | 34º     |       |
| 28º  | 98 | Karel Hanika        | Red Bull KTM Ajo           | KTM RC 250 GP       | 20   | +34.625   | 4º      |       |

### Ritirati
| Nº | Pilota           | Squadra               | Motocicletta   | Giri | Griglia |
| -- | ---------------- | --------------------- | -------------- | ---- | ------- |
| 7  | Efrén Vázquez    | Leopard Racing        | Honda NSF250R  | 19   | 15º     |
| 95 | Jules Danilo     | Ongetta-Rivacold      | Honda NSF250R  | 19   | 17º     |
| 58 | Juanfran Guevara | Mapfre Team Mahindra  | Mahindra MGP3O | 16   | 14º     |
| 24 | Tatsuki Suzuki   | CIP                   | Mahindra MGP3O | 14   | 36º     |
| 91 | Gabriel Rodrigo  | RBA Racing            | KTM RC 250 GP  | 10   | 33º     |
| 20 | Fabio Quartararo | Estrella Galicia 0,0  | Honda NSF250R  | 9    | 13º     |
| 29 | Stefano Manzi    | San Carlo Team Italia | Mahindra MGP3O | 7    | 29º     |
| 72 | Marco Bezzecchi  | Minimoto Portmaggiore | Mahindra MGP3O | 3    | 35º     |